# Mario Peters
Mario Peters (* 7. April 1944 in Magdeburg) ist ein deutscher Pianist, Organist, Jazzmusiker und Komponist für Film, Theater und Hörspiel.

## Leben und Werk
Peters erlernte das Klavier- und Akkordeonspiel und studierte an der Musikschule Berlin-Friedrichshain. Als Keyboarder des Evgeni-Kantschev-Quintetts, mit Jazzauftritten in eigenen Formationen, als (anonymer) Harmonium-Begleiter für Wolf Biermann, als Pianist und Organist in der Klaus-Lenz-Modern-Soul-Big-Band und ab 1974 im Günther-Fischer-Quintett erlangte er ein breites Auditorium. Neben seinem Mitwirken an der Uschi-Brüning-Live-Langspielplatte und den Manfred-Krug-LPs Greens (1974) und Du bist heute wie neu (1976), komponierte er Musiken für Dokumentarfilme, unter anderen für die Regisseure Volker Koepp, Uwe Belz oder Andreas Voigt.
Mit seiner Bühnenmusik zu Friedo Solters Erfurter DDR-Erstaufführung (27. Februar 1982) von Bertolt Brechts Baal wurde Mario Peters als Komponist und Liedinterpret bekannt und begann Hörspielmusiken zu schreiben. Sein Debüt in diesem Genre – die Musik zur ersten Hörspielkoproduktion zwischen dem Rundfunk der DDR und dem ORF-Wien: Friedemann Schreiters Villon-Stück Lachen wie aus Blut – wurde 1983 mit dem Sonderpreis der Kritikerjury des DDR-Hörspielpreises prämiert.
Mit diesem Projekt begann die Zusammenarbeit mit dem Leipziger Hörspielregisseur Walter Niklaus, der Peters zu Hörspielmusiken für viele weitere Projekte beauftragte: Anna Seghers: Grubetsch (1988), Hasenclever/Tucholsky: Christoph Kolumbus (MDR 1992) oder Alexandre Dumas d. Ä.: Der Graf von Monte Christo (MDR/BR/ORF 1997).
Bühnenmusiken aus der Feder von Mario Peters entstanden in den letzten Jahren u. a. für das Theaterhaus Jena, das Volkstheater Rostock, das Schauspielhaus Erfurt und das Mecklenburgische Staatstheater Schwerin, wo er 1996 zusammen mit Martin Olbertz die Uraufführung seines Heinrich-Heine-Liederabends Mit schwarzen Segeln und eine Inszenierung von August Strindbergs Fräulein Julie herausbrachte.
Mario Peters lebt bei Löwenberg.

## Filmmusiken
- 1976: Wieder in Wittstock, Regie: Volker Koepp (Dokumentarfilm – DEFA-Studio für Dokumentarfilme)
- 1976: Das weite Feld, Regie: Volker Koepp (Dokumentarfilm – DEFA-Studio für Kurzfilme)
- 1977: Der große Saal, Regie: Hans-Jürgen Hohmann (Dokumentarfilm – DEFA-Studio für Dokumentarfilme) – auf DVD bei Icestorm Distribution GmbH 2007
- 1977: Hütes-Film, Regie: Volker Koepp (Dokumentarfilm – DEFA-Studio für Dokumentarfilme)
- 1982: z. B. Sechzehnjährige oder es gibt keinen Traum vom Fliegen, Regie: Uwe Belz (Dokumentarfilm – DEFA-Studio für Dokumentarfilme)
- 1984: Verschenkt & verloren, Regie: Günter Lippmann (Dokumentarfilm – DEFA-Studio für Dokumentarfilme)
- 1986: Die F96, Regie: Volker Koepp (Dokumentarfilm – ARD/NDR/DEFA-Studio für Dokumentarfilme)
- 1987: Ein schöner Tag, Regie: Lutz Körner (Dokumentarfilm – DEFA-Studio für Dokumentarfilme)
- 1988: Leute mit Landschaft, Regie: Andreas Voigt (TV-Dokumentarfilm – ZDF/DEFA-Studio für Dokumentarfilme)
- 1988: Schwingungen, Regie: Uwe Belz (Szenische Reportage – DDR-Fernsehen)
- 1988: Winter adé, Regie: Helke Misselwitz (Dokumentarfilm – DEFA-Studio für Dokumentarfilme) – auf DVD bei Icestorm Distribution GmbH 2012
- 1988: Das Lied, Regie: Róza Berger-Fiedler (Dokumentarfilm – DEFA-Studio für Dokumentarfilme)
- 1989: Märkische Ziegel, Regie: Volker Koepp (Dokumentarfilm – DEFA-Studio für Dokumentarfilme)
- 1990 Märkische Heide, märkischer Sand, Regie: Volker Koepp (Dokumentarfilm – DEFA-Studio für Dokumentarfilme)
- 1990: Arkona, Rethra, Vineta. Eine Reise zu versunkenen Orten, Regie: Volker Koepp (Dokumentarfilm – Carsten Krüger Film- u. Fernsehproduktion/DEFA-Studio für Dokumentarfilme GmbH/LA SEPT, Paris/NDR/WDR)
- 1990: Wohnungsbau in der DDR – eine kritische Betrachtung, Regie: Rolf Hempel (Dokumentarfilm – DEFA-Studio für Dokumentarfilme)
- 1993: Grenzland – Eine Reise, Regie: Andreas Voigt (Dokumentarfilm – DEFA-Studio für Dokumentarfilme GmbH)
- 1995: Kalte Heimat – Leben im nördlichen Ostpreußen, Regie: Volker Koepp (Dokumentarfilm – Dokumentarfilm Babelsberg GmbH) – auf DVD bei Salzgeber & Co. Medien GmbH 2011
- 2000: Swetlana, Regie: Tamara Staudt (Spielfilm – Tag/Traum Film- und Videoproduktion GmbH & Co. KG, Köln) – auf DVD: Kinder- und Jugendfilmzentrum in Deutschland (KJF-Edition)

## Hörspielmusiken
- 1983: Lachen wie aus Blut von Friedemann Schreiter, Regie: Walter Niklaus, Koproduktion: Rundfunk der DDR/ORF-Wien
- 1988: Grubetsch von Norbert Marohn nach Anna Seghers, Regie: Walter Niklaus, Rundfunk der DDR
- 1990: Der Maistein von Gerhard Stuchlik (3 Teile), Regie: Walter Niklaus, Rundfunk der DDR
- 1990: Nie und nicht kann ich das vergessen von Gerhard Pötzsch, Regie: Matthias Thalheim, Funkhaus Berlin
- 1992: Christoph Kolumbus von Walter Hasenclever und Kurt Tucholsky, Regie: Walter Niklaus, MDR
- 1995: Wie der Hase zum Osterhasen wurde von Björn Björnson, Regie: Walter Niklaus, MDR, als Hörbuch bei: Der Audio Verlag 2004, ISBN 978-3-89813-242-8
- 1997: Der Graf von Monte Christo von Alexandre Dumas d. Ä. (3 Teile), Koproduktion: MDR/BR/ORF-Wien, als Hörbuch bei: Der Hörverlag 2003, ISBN 978-3-89940-252-0